# Hyalurgus crucigera
Hyalurgus crucigera är en tvåvingeart som först beskrevs av Zetterstedt 1838.  Hyalurgus crucigera ingår i släktet Hyalurgus och familjen parasitflugor. Inga underarter finns listade i Catalogue of Life.